# Jarosław Kurski

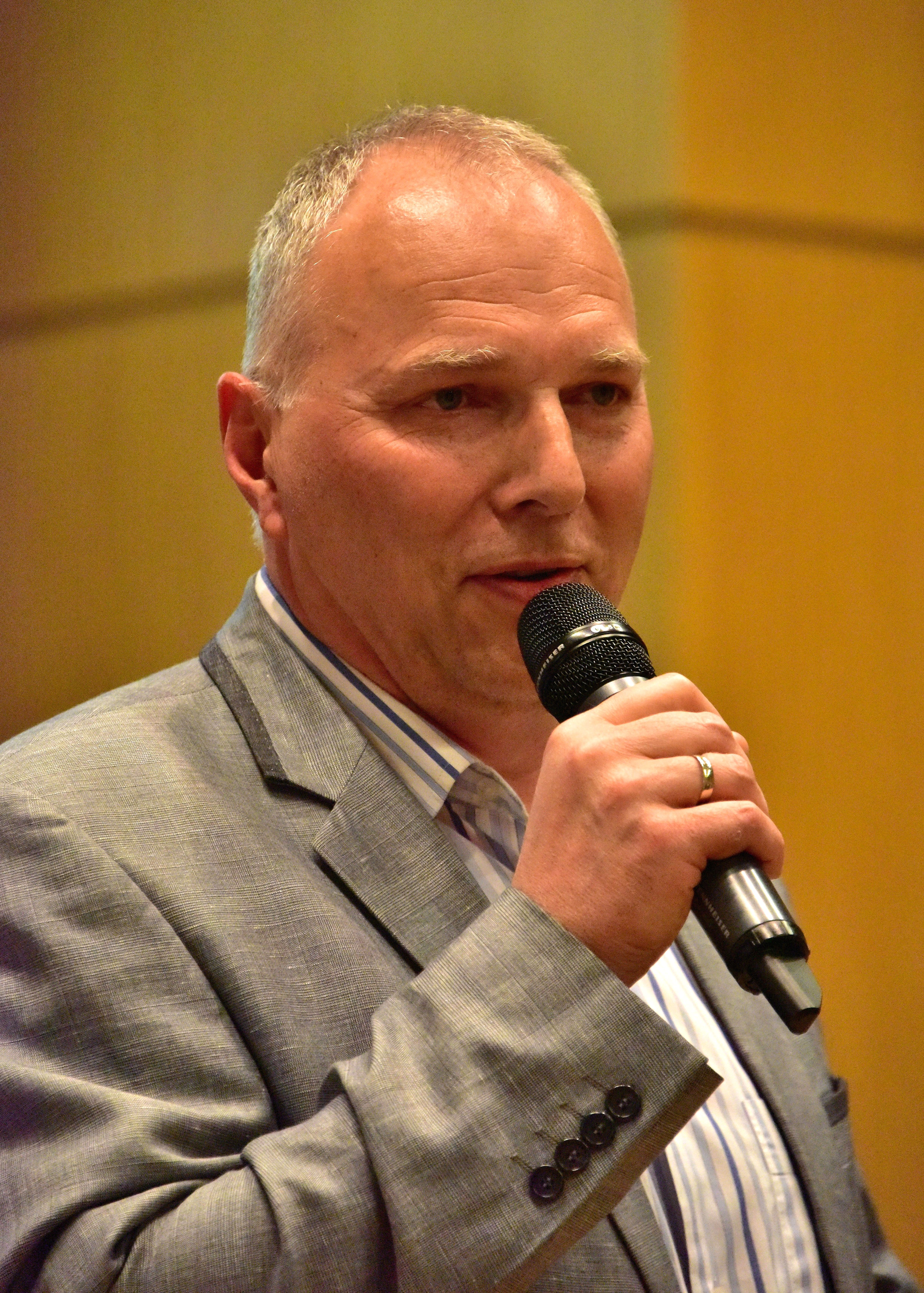
Jarosław Kurski (2018)

Jarosław Kurski (* 18. Juli 1963 in Danzig) ist ein polnischer Journalist und geschäftsführender Chefredakteur der Gazeta Wyborcza.
Jarosław Kurski wuchs in Danzig auf. Nach dem Abitur studierte er an der Nikolaus-Kopernikus-Universität in Thorn Verwaltungsrecht. Als Student war er in der vom Parteiregime verbotenen Bewegung des Jungen Polens aktiv und schrieb für Untergrundmagazine. Zudem saß er zwei Monate im Gefängnis ab, weil ihm vorgeworfen wurde, dass er einen Polizisten angegriffen habe. Kurski bestritt diesen Vorfall. 1988 wurde er in Warschau Mitarbeiter der spanischen Presseagentur EFE.
Ende 1989 wurde Kurski zum Pressesprecher Lech Wałęsas berufen. Dieses Amt gab er im Juli 1990 im Konflikt mit Wałęsa ab. Ergebnis dieses Konflikts war Kurskis politisches Sachbuch Wódz, in dem er Wałęsa vorwarf, ein autoritäres Präsidialregime anzustreben und beratungsresistent zu sein. Das Buch erschien in erweiterter Form unter dem Titel Lech Wałęsa. Democrat or dictator? auch in den USA. Es folgten Biographien Jan Nowak-Jeziorańskis und Raymond Arons.
1992 trat er in die Redaktion der linksliberalen Gazeta Wyborcza ein. Seit 2007 gehört er der Chefredaktion an.
Er gilt als einer der schärfsten Kritiker seines Bruders Jacek Kurski, der 2016 von der nationalkonservativen PiS-Regierung an die Spitze des staatlichen Fernsehsenders TVP gesetzt wurde. Die beiden Brüder gelten als verfeindet. 2022 publizierte Jarosław Kurski ein Buch mit dem Titel Totenfeiern und Dibbuken (Dziady i dybuki) über die Geschichte seiner Familie, er beschrieb darin auch, dass zu den Vorfahren seiner Mutter väterlicherseits Angehörige des Landadels, mütterlicherseits ukrainische Juden gehörten.